# Seneca Township (comté de Kossuth, Iowa)
Seneca Township est un township du comté de Kossuth en Iowa, aux États-Unis,.

## Source de la traduction
- (es) Cet article est partiellement ou en totalité issu de l’article de Wikipédia en espagnol intitulé « Municipio de Seneca (condado de Kossuth, Iowa) » (voir la liste des auteurs).